# Maria Clasina Zegwaart-de Korte
Maria Clasina Zegwaart-de Korte (Haarlem, 29 juni 1889 – Ravensbrück, 15 januari 1945) was een verzetsstrijdster tijdens de Tweede Wereldoorlog.
Maria Clasina de Korte was de dochter van Wilhelmus Gijsbertus de Korte en Catharina Helena Sikman. Zij woonde te Haarlem aan de Klaverstraat 8. Op 10 juni 1914 te Haarlem trad zij in het huwelijk met de timmerman Alissio Bacilico Petrus Johannes Zegwaart (Haarlem, 24 september 1891 – Haarlem, 23 april 1943), zoon van Petrus Johannes Zegwaart en Anna Wijnands.
Zij nam zelfstandig -op een vooralsnog onbekend terrein- deel aan het verzet en werd daarom door de Sicherheitsdienst in Haarlem gearresteerd en op 12 augustus 1944 in kamp Vught gevangen gezet. Later werd zij overgeplaatst naar Ravensbrück waar zij op 9 september 1944 is aangekomen. Zij kreeg het kampnummer 67174 en is daar op 56-jarige leeftijd op 15 januari 1945 overleden.

## Eerbetoon
Maria Clasina kreeg een blijvende herinnering met andere vrouwen uit het verzet in de vorm van een standbeeld in Heerhugowaard, waar ook een straat naar haar vernoemd is: M. Zegwaart-de Korte erf.